# SPARKLE (大黒摩季の曲)
「SPARKLE」（スパークル）は、2022年7月10日にリリースの大黒摩季の配信限定シングル。

## 概要
大黒がデビュー30周年を迎えるにあたって掲げたテーマをタイトルとした楽曲で、コロナ禍で疲弊した自分自身や人々を鼓舞する内容に仕上がっている。
読売テレビ・日本テレビ系列アニメ『名探偵コナン』のオープニングテーマとして2022年7月9日より使用。大黒が同作の主題歌を担当するのは2017年の「Lie,Lie,Lie,」以来2度目。
7月10日からは「Sing」とともに先行配信が開始。

## 収録曲
| #         | タイトル                              | 作詞・作曲 | 編曲            | 時間  |
| --------- | ------------------------------------- | ---------- | --------------- | ----- |
| 1.        | 「SPARKLE」                           | 大黒摩季   | Yohey Tsukasaki | 5:14  |
| 2.        | 「SPARKLE」(Maki's Vocal (-1)Karaoke) |            |                 | 5:14  |
| 3.        | 「SPARKLE」(Instrumental)             |            |                 | 5:14  |
| 合計時間: | 合計時間:                             | 合計時間:  | 合計時間:       | 15:42 |